# American Woman
"American Woman" is een nummer van de Canadese rockband The Guess Who uit 1970. In 1999 werd de cover van Lenny Kravitz een grote hit.

## Versie van The Guess Who
De originele versie werd uitgebracht in maart 1970 als single van het twee maanden eerder uitgebrachte gelijknamige album. De band haalde er een nummer 1-hit in de Verenigde Staten en Canada mee. In de Nederlandse Top 40 werd de vierde plek behaald. In de Verenigde Staten kreeg de single de gouden status van de RIAA.
De muziek en de tekst van het nummer werden op het podium geïmproviseerd tijdens een concert in het Canadese Ontario (de bandleden weten niet meer precies tijdens welk concert dit was). Gitarist Randy Bachman speelde een aantal noten terwijl hij zijn gitaar stemde na het vervangen van een kapotte snaar en hij realiseerde zich dat hij een nieuwe riff speelde die hij wilde onthouden. Hij bleef de riff spelen en begon met de andere bandleden een jamsessie op het podium, waarbij zanger Burton Cummings de teksten improviseerde. Ze zagen een jongen met een cassetterecorder een bootleg-opname maken en vroegen hem om de band. Deze band werd in de studio gebruikt om het nummer verder uit te werken.
De tekst ("American Woman, stay away from me") worden ten onrechte gezien als aanval op de Verenigde Staten. Cummings beweert dat deze zin enkel inhoudt dat hij de voorkeur geeft aan Canadese vrouwen. Volgens Bachman kan het wel gezien worden als anti-oorlogslied. Om die reden werd de band ook gevraagd dit nummer niet te spelen toen ze optraden in het Witte Huis in 1970.

### NPO Radio 2 Top 2000
| Nummer met noteringen in de NPO Radio 2 Top 2000 | '99  | '00  | '01  | '02  | '03  | '04  | '05  |
| ------------------------------------------------ | ---- | ---- | ---- | ---- | ---- | ---- | ---- |
| American Woman                                   | 1336 | 1308 | 1565 | 1394 | 1375 | 1551 | 1764 |

1. ↑  Een vetgedrukt getal geeft de hoogste notering aan.
2. ↑  Deze tabel is bijgewerkt tot en met de laatste editie (2024).

## Versie van Lenny Kravitz
De Amerikaanse singer-songwriter Lenny Kravitz coverde "American Woman" voor de soundtrack van de film Austin Powers: The Spy Who Shagged Me. Het werd in mei 1999 als single uitgebracht en werd later opgenomen op de heruitgave van Kravitz 'album 5. De versie van Kravitz is zonder de kenmerkende gitaarsolo van het origineel.
Kravitz' versie bereikte de top 20 in Australië, Finland, IJsland, Nieuw-Zeeland en Spanje. In Nederland kwam het niet voorbij de Tipparade. In de videoclip, geregisseerd door Paul Hunter, speelt actrice Heather Graham, die ook in The Spy Who Shagged Me speelt, een hoofdrol. In 1999 voegde the Guess Who zich bij Kravitz op het podium live uitvoering van het nummer tijdens de MuchMusic Awards.